# Frederick J. Pohl
Frederick J. Pohl est un écrivain, dramaturge, critique littéraire et éditeur américain né le 18 août 1889 à Durham dans l'État de New York et décédé le 21 février 1991. Il est principalement connu pour ses livres épousant les théories historiques spéculatives et controversées des contacts trans-océaniques précolombiens par les Européens, notamment les Vikings.

## Biographie
Frederick J. Pohl se marie avec l'écrivain et dramaturge Josephine McIlvain Pollitt (15 octobre 1890 - août 1978) en mai 1926 puis avec Loretta M. Baker (1906-2002) en 1980. Il est diplômé de l'Amherst College en 1911 et de l'Université Columbia en 1914 avec une maîtrise des arts.

## Principales œuvres
- (en) Brittle Heaven. A Drama in Three Acts, Samuel French, 1935.
- (en) Frederick Cook, Return from the Pole, New York, Pellegrini & Cudahy, 1951.
- (en) The Lost Discovery. Uncovering the Track of the Vikings in America, New York, W. W. Norton & Company, 1952.
- (en) The Vikings on Cape Cod: Evidence from an Archeological Discovery, Pictou, Pictou Advocate Press, 1957.
- (en) Atlantic Crossings Before Colombus, New York, W. W. Norton & Company, 1961.
- (en) Amerigo Vespucci: Pilot Major, New York, Octagon Books, 1966.
- (en) The Viking Explorers, New York, Crown, 1966.
- (en) Like to the Lark: The Early Years of Shakespeare, New York, Clarkson N. Potter, 1972.
- (en) The Viking Settlements of North America, New York, Clarkson N. Potter, 1972.
- (en) Prince Henry Sinclair: His Expedition To The New World in 1398, Londres, Davis-Poynter, 1974.
- (en) William Shakespeare: A Biography, Rochester, Dupont Books, 1983.
- (en) The New Colombus, Rochester, Dupont Books, 1986.